# Caprainea
Genre
Synonymes
- Cordobaia Simón, Bach & Gaju, 1986

Caprainea est un genre de collemboles de la famille des Sminthuridae.

## Liste des espèces
Selon Checklist of the Collembola of the World (version du 17 août 2019) :
- Caprainea bremondi (Delamare Deboutteville & Bassot, 1957)
- Caprainea marginata (Schött, 1893)

## Publication originale
- Dallai, 1970 : Investigations on Collembola. 10. Examination of the cuticle in some species of the tribe Sminthurini Bomer, 1913, by means of the scanning electron microscope. Monitore Zoologico Italiano - Italian Journal of Zoology, vol. 4, no 1, p. 41-53.